# Csévi-szirti Réteg-barlang
A Csévi-szirti Réteg-barlang a Duna–Ipoly Nemzeti Park területén lévő Pilis hegységben, a Csévi-szirteken található egyik barlang.

## Leírás
Pilisszentléleken, a Pilis hegy Ny-i oldalában elhelyezkedő Csévi-szirteken (fokozottan védett területen) található a barlang. A Csévi-szirt 1. sz. sziklaürege bejáratától 35°-ra 25 m-re, a sziklaüregtől 15 m-rel magasabban, a sziklagerinc másik oldalán, egy ÉNy-ra lejtő kis kuloár völgyfőjében van a Csévi-szirti Réteg-barlang bejárata. Már messziről észrevehető a Csévi-szirti Réteg-barlang bejárata, amely egy 2,2 m széles, 0,8 m magas, réteglap mentén keletkezett ferde nyílás. A barlang alja főleg szálkőből áll, amely a réteglapok mentén ÉK-re 45°-ra dől. Befoglaló kőzete helyenként lemezes dachsteini mészkő. A száraz üreg kitöltése kőzettörmelék. Nincsenek képződményei, falai kissé algásak. Kifagyásos, mállásos eredetű, jelentéktelen üreg. A barlangjáró alapfelszereléssel bejárható barlang megtekintéséhez nem kell engedély. A Csévi-szirti Réteg-barlangtól 50°-ra 100 m-re, azzal majdnem azonos magasságban van a Csévi-szirti-sziklaeresz. A Csévi-szirti Réteg-barlangtól É-ra 10 m-re, attól kb. 4 m-rel lejjebb van a Csévi-szirti Rókalyuk bejárata.
1990-ben volt először Csévi-szirti Réteg-barlangnak nevezve a barlang az irodalmában.

## Kutatástörténet
1990-ben Kárpát József mérte fel a Réteg-barlangot, majd a felmérés alapján megszerkesztette a barlang 1:50 méretarányú alaprajz térképét és keresztmetszet térképét. Az alaprajz térképen látható a keresztmetszet elhelyezkedése a barlangban. Ebben az évben Kárpát József elkészítette a Legény-barlang környékének (Csévi-szirtek) áttekintő térképét. A térképen látható a Csévi-szirti Réteg-barlang (a térképen Réteg) bejáratának földrajzi elhelyezkedése.
A Kárpát József által írt és 1990-ben készült kéziratban szó van arról, hogy a Csévi-szirti Réteg-barlangnak (Pilisszentlélek) a Csévi-szirt 1. sz. sziklaürege bejáratától 35°-ra 25 m-re, a sziklaüregtől 15 m-rel magasabban, a sziklagerinc másik oldalán, egy ÉNy-ra lejtő kis kuloár völgyfőjében van a bejárata. Már messziről észrevehető a Csévi-szirti Réteg-barlang bejárata, amely egy 2,2 m széles, 0,8 m magas, réteglap mentén keletkezett ferde nyílás. A barlang alja főleg szálkőből áll, amely a réteglapok mentén ÉK-re 45°-ra dől. Befoglaló kőzete helyenként lemezes dachsteini mészkő. A száraz üreg kitöltése kőzettörmelék. Nincsenek képződményei, falai kissé algásak. Kifagyásos, mállásos eredetű, jelentéktelen üreg. Eddig nem szerepelt leírásokban. A Csévi-szirti Réteg-barlangtól 50°-ra 100 m-re, azzal majdnem azonos magasságban van a Csévi-szirti-sziklaeresz. A Csévi-szirti Réteg-barlangtól É-ra 10 m-re, attól kb. 4 m-rel lejjebb van a Csévi-szirti Rókalyuk bejárata. Az ismertetésbe bekerült a Csévi-szirti Réteg-barlang alaprajz térképe, keresztmetszet térképe és a Legény-barlang környékének (Csévi-szirtek) áttekintő térképe.
A Kárpát József által 1991-ben írt kéziratban meg van említve, hogy a Csévi-szirti Réteg-barlang (Piliscsév) 2 m hosszú és nincs mélysége. Az Ariadne Karszt- és Barlangkutató Egyesület 2005. évi jelentésében az olvasható, hogy a 4840-86 barlangkataszteri számú Csévi-szirti Réteg-barlang 3,5 m hosszú, 2,7 m függőleges kiterjedésű, 0 m mély, 2,7 m magas és 4 m vízszintes kiterjedésű. Az egyesület 2008. évi jelentése szerint a 4840-86 barlangkataszteri számú Csévi-szirti Réteg-barlang 3,5 m hosszú, 2,7 m függőleges kiterjedésű, 0 m mély, 2,7 m magas és 4 m vízszintes kiterjedésű. Az egyesület 2009. évi jelentése szerint a 4840-86 barlangkataszteri számú Csévi-szirti Réteg-barlang 3,5 m hosszú, 2,7 m függőleges kiterjedésű, 0 m mély, 2,7 m magas és 4 m vízszintes kiterjedésű.
Az egyesület 2010. évi jelentése szerint a 4840-86 barlangkataszteri számú Csévi-szirti Réteg-barlang 3,5 m hosszú, 2,7 m függőleges kiterjedésű, 0 m mély, 2,7 m magas és 4 m vízszintes kiterjedésű. Az egyesület 2011. évi jelentése szerint a 4840-86 barlangkataszteri számú Csévi-szirti Réteg-barlang 3,5 m hosszú, 2,7 m függőleges kiterjedésű, 0 m mély, 2,7 m magas és 4 m vízszintes kiterjedésű. Az egyesület 2013. évi jelentése szerint a 4840-86 barlangkataszteri számú Csévi-szirti Réteg-barlang 3,5 m hosszú, 2,7 m függőleges kiterjedésű, 0 m mély, 2,7 m magas és 4 m vízszintes kiterjedésű. Az egyesület 2014–2015. évi jelentése szerint a 4840-86 barlangkataszteri számú Csévi-szirti Réteg-barlang 3,5 m hosszú, 2,7 m függőleges kiterjedésű, 0 m mély, 2,7 m magas és 4 m vízszintes kiterjedésű.